# Vaudelnay
Vaudelnay è un comune francese di 1 254 abitanti situato nel dipartimento del Maine e Loira nella regione dei Paesi della Loira.

## Società

### Evoluzione demografica
Abitanti censiti